# モノクロームエフェクト
『モノクロームエフェクト』は、日本のテクノポップユニット、Perfumeのインディーズ2ndシングルである。2004年3月17日にアミューズ運営のインディーズレーベルであるBEE-HIVEレコードより発売。規格品番はBEHV-0008。

## 収録曲
全曲とも作詞は木の子、作曲は中田ヤスタカ。
| #         | タイトル                   | 作詞  | 作曲・編曲 | 時間 |
| --------- | -------------------------- | ----- | ---------- | ---- |
| 1.        | 「モノクロームエフェクト」 |       |            | 4:17 |
| 2.        | 「エレベーター」           |       |            | 2:50 |
| 3.        | 「おいしいレシピ」         |       |            | 3:33 |
| 合計時間: | 合計時間:                  | 10:40 |            |      |

## スタッフ
- 2011年現在までPerfumeのPVやジャケットのアートディレクターを務める関和亮は、本作品のジャケットデザインから制作に参加した。
- PVディレクターは久保茂昭。

## タイアップ
- おいしいレシピ

テレビ東京「なぜ?謎!ごはん。」エンディングテーマ